# Préfecture d'Ishikawa
Ishikawa (石川県, Ishikawa-ken) est une préfecture du Japon située au centre-nord de l'île de Honshū, face à la mer du Japon.

## Histoire
Elle recouvre les anciennes provinces féodales de Kaga et Noto, sur lesquelles le clan Maeda a régné à la fin de la période Edo.

## Géographie
Elle est entourée des préfectures de Toyama, Fukui et Gifu.
La péninsule de Noto est dans cette province.

### Villes
Liste des 11 villes de la préfecture :
| - Hakui - Hakusan - Kaga - Kahoku - Kanazawa (capitale) - Komatsu | - Nanao - Nomi - Nonoichi - Suzu - Wajima |

### Districts, bourgs et villages
Liste des 5 districts de la préfecture, ainsi que de leurs 8 bourgs :
| - District de Hakui : - Hōdatsushimizu - Shika - District de Hōsu : - Anamizu - Noto | - District de Kahoku : - Tsubata - Uchinada | - District de Kashima : - Nakanoto - District de Nomi : - Kawakita |

## Économie
L'économie de la préfecture d'Ishikawa est dominée par l'industrie textile et l'industrie mécanique.

## Culture
C'est dans la préfecture d'Ishikawa que le samouraï et artiste Goto Saijiro a créé un style de céramique japonaise connu au Japon : le Kutani-yaki.

## Tourisme
Kanazawa, ancienne capitale du clan Maeda, est une ville considérée comme très belle.
Le parc Kenroku-en est renommé.

## Jumelages
La préfecture d'Ishikawa est jumelée avec les municipalités ou régions suivantes :
- Jiangsu (Chine) depuis le 5 novembre 1995 ;
- Jeollabuk-do (Corée du Sud) depuis le 10 septembre 2001 ;
- Oblast d'Irkoutsk (Russie) depuis le 11 juillet 1991.